# Ralf Meister

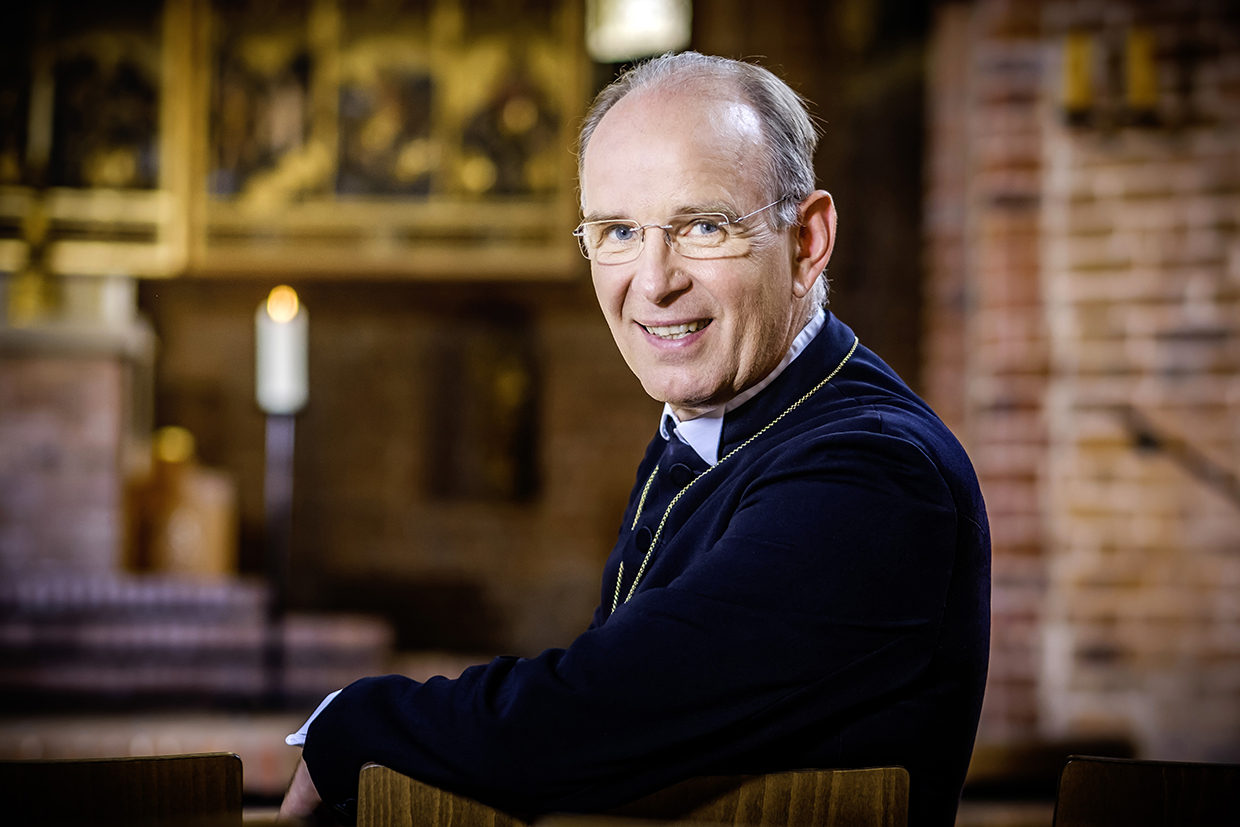
Ralf Meister in der Marktkirche Hannover (2018)

Ralf Meister (* 5. Januar 1962 in Hamburg) ist ein lutherischer Theologe und seit 2011 Landesbischof der Evangelisch-lutherischen Landeskirche Hannovers. Seit 9. November 2018 ist er der Leitende Bischof der VELKD. Seit dem 5. September 2020 ist er auch Abt des Klosters Loccum.

## Biografie
Meister studierte evangelische Theologie und Judaistik an der Universität Hamburg und der Hebräischen Universität Jerusalem. Danach war er wissenschaftlicher Mitarbeiter an der Universität Hamburg.
Von 1990 bis 1992 absolvierte Meister das Vikariat in Lauenburg/Elbe und wurde 1992 zum Dienst eines Pastors in der Nordelbischen Evangelisch-Lutherischen Kirche ordiniert.
Nach dem Vikariat wurde Meister 1992 Geschäftsführer der Universitäts-Arbeitsstelle Kirche für die Stadt. 1996 wechselte er als Referent in die Redaktion Kiel des Evangelischen Rundfunkreferates der Norddeutschen Kirchen. Durch zahlreiche Beiträge wurde er den Hörerinnen und Hörern des Norddeutschen Rundfunks (NDR) bekannt. Seit 1999 gehörte Meister der Redaktion der Zeitschrift Kunst und Kirche an. 2001 wurde er einer der Sprecher des Wortes zum Sonntag, was ihn einen bundesweit bekannt machte.
2001 wurde Meister als Nachfolger von Niels Hasselmann Propst des Kirchenkreises Lübeck der Nordelbischen Kirche. Unter seiner Leitung setzte der Kirchenkreis als erster der Landeskirche die Gemeindereform um und führte Großgemeinden ein. Außerdem rief er die Spendenaktion Sieben Türme für die Sanierung der Lübecker Altstadtkirchen ins Leben. Ein weiterer Arbeitsschwerpunkt waren missionarische Angebote für die Stadt.
Im November 2007 wählte die Evangelische Kirche Berlin-Brandenburg-schlesische Oberlausitz Meister zum Generalsuperintendenten des Sprengels Berlin, dem 800.000 Gemeindeglieder in 14 Kirchenkreisen Berlins und in dessen Brandenburger Randgebieten angehörten. Im Mai 2008 wurde er in der Berliner Kaiser-Wilhelm-Gedächtniskirche als Nachfolger von Martin-Michael Passauer in sein Amt eingeführt.

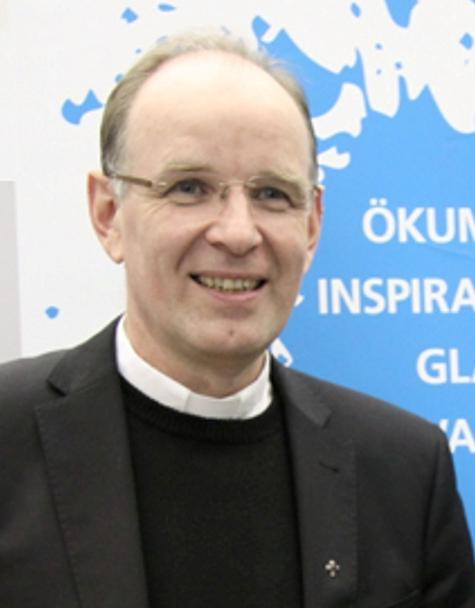
Ralf Meister (2013)

Im Herbst 2010 wurde er zum Nachfolger Margot Käßmanns im Amt des Landesbischofs der Evangelisch-lutherischen Landeskirche Hannovers gewählt. Er wurde am 26. März 2011 in der Marktkirche Hannover vom Leitenden Bischof der VELKD, Johannes Friedrich, in das Amt des Landesbischofs eingeführt. Seine Nachfolge in Berlin trat die Hessen-Nassauische Theologin Ulrike Trautwein an.
Angesichts des Flüchtlingszustroms 2015/2016 setzte sich Meister für die Integration der Zuwanderer ein und schuf Wohnraum für Geflüchtete in seiner Bischofskanzlei. Er gehört zu den Gründern des Integrationsbündnisses „Niedersachsen packt an“.
Von der Evangelischen Kirche in Deutschland wurde er in die Kommission Lagerung hoch radioaktiver Abfallstoffe entsandt, die bis 2016 Kriterien für die Suche nach einem Endlager erarbeitete.
Ralf Meister unterstützt die Klimaschutzbewegung Fridays for Future. Bei der Tagung der Landessynode der Evangelisch-Lutherischen Landeskirche Hannovers im Mai 2019 unterbrach er seinen Bischofsbericht, um Aktivistinnen der Bewegung das Rednerpult zu überlassen.
Als Co-Vorsitzender der Meissen-Kommission engagiert er sich für eine Kirchengemeinschaft zwischen der Evangelischen Kirche in Deutschland und der Church of England. Im November 2018 wurde Meister zum Leitenden Bischof der Vereinigten Evangelisch-lutherischen Kirche Deutschlands (VELKD) gewählt. Am 5. November 2021 erfolgte die Wiederwahl. 2020 wurde Meister durch den Konvent des Klosters Loccum unter Beteiligung der Landeskirche zum Abt bestimmt und am 5. September 2020 als 65. Abt des Klosters Loccum in sein Amt eingeführt.
Meister ist in zweiter Ehe verheiratet und hat drei Kinder.

### Mitgliedschaften

#### Durch das Amt als Landesbischof
- Vorsitzender des Landeskirchenamts Hannover
- Vorsitz im Bischofsrat und Personalausschuss (seit 2020) der Landeskirche Hannovers; 2011 bis 2020 Vorsitzender des Kirchensenats der Evangelisch-lutherischen Landeskirche Hannovers
- Mitglied im Konvent des Klosters Loccum
- Vorsitzender des Missionsausschusses des Evangelisch-lutherischen Missionswerk in Niedersachsen
- Mitglied im Aufsichtsrat des Diakonischen Werkes in Niedersachsen
- Mitglied im Kuratorium der Evangelischen Medienarbeit EMA
- Mitglied im Rat der Konföderation evangelischer Kirchen in Niedersachsen
- Mitglied in der Bischofskonferenz der VELKD[9]
- Mitglied der Kirchenkonferenz der EKD[10]

#### Weitere Mitgliedschaften
- Seit 2018: Leitender Bischof der VELKD
- Seit 2020: Abt des Klosters Loccum
- Seit 2020: Durch das Amt des Abts des Klosters Loccum Geborenes Mitglied der Landessynode der Evangelisch-lutherischen Landeskirche Hannovers
- Seit 2022: Vorstandsvorsitzender des Trägervereins der Forschungsstätte der Evangelischen Studiengemeinschaft (FEST)[11]
- Seit 2022: Vorsitzender der Stiftung zur Bewahrung kirchlicher Baudenkmäler in Deutschland (KiBa)[12]
- Dezember 2011 bis Januar 2021: Vorsitzender des Rates der Konföderation evangelischer Kirchen in Niedersachsen.[13]
- Seit Dezember 2012: Mitglied im Aufsichtsrat des Gemeinschaftswerk der Evangelischen Publizistik (GEP)
- 2013 bis 2017: Stellvertretender Vorsitzender des Leitungskreises Reformationsjubiläum 2017 der EKD und DEKT[14]
- Oktober 2015 bis April 2016 Mitglied der Kommission zur Überprüfung der Finanzierung des Kernenergieausstiegs (KFK)[15]
- Mitglied der Kammer für nachhaltige Entwicklung der EKD[16]
- Bis Dezember 2020: Vorsitzender des Kuratoriums des Konfessionskundlichen Instituts (ki)
- Vorstand Evangelisches Literaturportal
- Vorsitzender der Evangelischen Stiftung Pfadfinden[17]
- Mitglied im Kuratorium des Deutschen Koordinierungsrates der Gesellschaften für Christlich-Jüdische Zusammenarbeit (DKR)
- Mitglied im Kuratorium von Studium in Israel
- Mitglied im Beirat Theologisches Studienjahr Jerusalem
- Schirmherr des Bundesverbandes Kirchenpädagogik

### Umgang mit dem Missbrauchsskandal
Im Jahr 2010 sagte Meister:
„Ich bin enttäuscht und zornig auf uns als Kirche. Ist nicht die Botschaft Jesu (...) zuerst eine Solidarität mit den Opfern?“
Im Jahr 2010 erklärte Meister, dass der Rücktritt der Bischöfin Maria Jepsen Respekt verdiene. Jepsen war zurückgetreten, nachdem bekannt wurde, dass sie von einem Missbrauchsfall gewusst, aber nichts unternommen hatte.
Im Jahr 2023 sagte Meister, dass der Rücktritt der EKD-Ratsvorsitzenden Annette Kurschus Respekt verdiene. Mit dem Rücktritt habe sie Verantwortung übernommen, damit der Weg der evangelischen Kirche bei der Aufarbeitung sexueller Gewalt fortgesetzt werden könne.

### Rücktrittsforderungen ab 2024
Anfang 2024 geriet Meister in die Kritik. Es wurde bekannt, dass die Landeskirche Hannovers für die großangelegte ForuM-Studie zur Aufarbeitung der sexualisierten Gewalt in der EKD nicht vertragsgemäß die Personalakten ausgewertet hatte, sondern nur die Disziplinarakten.
Im März 2024 gab es erneut Kritik an Meister; nachdem ein Gutachten über den Umgang durch die Landeskirche mit einer von sexualisierter Gewalt Betroffenen vorgestellt wurde. Das Gutachten zeigte auf, das noch nach 2010 durch die Kirche versucht wurde, den Fall nicht weiter aufzuarbeiten. Die Betroffene hatte sich mehrfach vergeblich an die Kirche gewandt und ist abgewiesen worden.
Die Betroffene aus dem Fall Oesede forderte den Rücktritt von Meister. Meister lehnte einen Rücktritt ab. Er verwies auf eine Gewissensprüfung, der er sich unterzogen habe. Weiter war er der Meinung, dass Missbrauch nicht das einzige Thema in der Kirche sei. Er verwies auf Entwicklungen in der Kirche, die er sich zuschreibe, die positiv seien.
In einer Pressekonferenz vom März 2024 räumte Meister ein, einen Kontakt mit Betroffenen von sexualisierter Gewalt in der Vergangenheit unterbunden zu haben.
Anfang Juni 2024 unterzeichneten mehr als 200 Pastoren einen offenen Brief, in dem sie den Umgang Meisters mit dem Missbrauchsskandal kritisierten.
Im Juni 2024 gründete sich die Betroffeneninitiative Meisterhafte Vertuschung beenden, die seinen Rücktritt fordert.
Im Juli 2024 korrigierte die Landeskirche die Zahl der von sexueller Gewalt Betroffenen von 140 auf 190 nach oben und räumte ein, dass bisher mehr Fälle bekannt gewesen wären als kommuniziert worden sei. Ursache dafür war, dass Betroffene durch Akteneinsicht herausgefunden hatten, dass die Landeskirchliche nicht alle Fälle, die ihr bekannt waren, auch in die offizielle Statistik und in die ForuM-Studie mit einfließen ließ. Der Betroffeneninitiative „Meisterhafte Vertuschung beenden“ schlossen sich weitere Betroffenen an, die ebenfalls den Rücktritt von Ralf Meister forderten.
Weiter räumte die Landeskirche ein, dass sich von sexualisierter Gewalt Betroffene, die sich in der Vergangenheit mit Hinweisen an die Bischofskanzlei gewendet hatten, regelmäßig abgewiesen wurden.
Im Mai 2025 forderte auch die Sprecherin der Betroffenen im Beteiligungsforum, Nancy Janz, den Rücktritt Meisters. Noch im Jahr zuvor hatte sie Meister in Schutz genommen. Sie änderte jedoch ihre Meinung aufgrund ausbleibender Veränderungen.

### Positionen

#### Trauung homosexueller Paare
Im Jahr 2013 vertrat Meister die Auffassung, dass eine kirchliche Trauung für Homosexuelle Paare nicht möglich sein werde. Stattdessen sprach er sich für Fürbittengottesdienste für homosexuelle Paare, deren Agende sich bewusst von der einer Trauung unterscheide, aus.

#### Krieg gegen die Ukraine
Im Juni 2023, 16 Monate nach dem Beginn des russischen Überfalls auf die Ukraine, sagte Meister in Osnabrück beim regionalen ökumenischen Kirchentag, mitten im Krieg sei nicht die Zeit, Begriffe von Versöhnung und Vergebung in den Mund zu nehmen. „Wenn Menschen ihr Land verteidigen wollen, muss ich ihnen das zugestehen und ihnen die Hilfe geben, dass sie das tun können.“ Rechtserhaltende Gewalt sei unter bestimmten Bedingungen notwendig.
Die evangelisch-reformierte Kirchenpräsidentin Susanne Bei der Wieden hatte zuvor gefordert, „mehr zu differenzieren“. Es sei wichtig, auch die zerstörerischen Folgen des Krieges und eines neuen Wettrüstens für die Ukraine selbst und beispielsweise für Länder in Afrika zu bedenken. Wichtig seien Versöhnungsprozesse auch während des Krieges. Bundesverteidigungsminister Boris Pistorius antwortete ihr: „Das Streben nach Differenzierung von Dingen, die sonnenklar sind, verwischt die Verantwortlichkeiten.“

#### Freie Meinungsäußerung
„Unsere Kultur hat das Gut der freien Meinungsäußerung in Jahrhunderten sowohl den weltlichen wie auch den religiösen Machthabern abgetrotzt. Meinungsfreiheit, Glaubensfreiheit und Kunstfreiheit sind für mich Errungenschaften, die nicht infrage gestellt werden dürfen. Ebenso wenig wie die Religionsfreiheit. Das schließt auch ein, dass Menschen Respekt vor religiösen Gefühlen fordern dürfen. Die Balance dieser Grundrechte muss von einer Gesellschaft immer wieder eingeübt werden.“

## Ehrungen
- 2018: Ehrentitel „Ecumenical Canon“ (Ökumenischer Kanoniker) der Kathedrale von Ripon

## Schriften
- mit Wolfgang Grünberg, Dennis L. Slabaugh: Lexikon der Hamburger Religionsgemeinschaften: Religionsvielfalt in der Stadt von A - Z. Dölling und Galitz, Hamburg 1994, ISBN 3-926174-55-2.
- mit Thies Gundlach: Glauben: ein Lexikon für Jugendliche. Gütersloher Verlagshaus, Gütersloh 2001, ISBN 3-579-00853-6.
- mit Kai Eckstein: Judentum: die 100 wichtigsten Daten. Gütersloher Verlagshaus, Gütersloh 2003, ISBN 3-579-01387-4.
- als Herausgeber: Mein Patenkind begleiten. Lutherisches Verlagshaus, Hannover 2011, ISBN 978-3-7859-1056-6.
- als Herausgeber: Fünf Minuten mit Gott: Denkanstöße für jeden Tag. Neukirchener Verlagsgesellschaft, Neukirchen-Vluyn 2012, ISBN 978-3-7615-5967-3.